# Крижній Андрій Олександрович
Андрій Крижній (рос. Андрей Крыжний; нар. 22 липня 1991, Москва, Росія) — російський актор.

## Життєпис
Народився 22 липня 1991 року в Москві. Закінчив Театральний інститут імені Бориса Щукіна і навчався під керівництвом художнього керівника Павленка Н. Н. в 2013 році, а також займався та виступав у рамках навчального театру Театрального інституту імені Бориса Щукіна. Брав участь у постановках: «Бесіда п'яного з тверезим дияволом», «Донька Альбіона», «Материнське серце», «Я прийшов дати вам волю», «У профіль і анфас», де грав головні ролі. Саме тут виявився його  комедійний талант і вміння перевтілюватися до невпізнання.
З 7 квітня 2014 року бере участь у зйомках серіалу «Фізрук» на каналі ТНТ. Грає роль Олександра Бодягіна.